# Stobreč
Stobreč är en ort i Kroatien.   Den ligger i staden Grad Split och länet Dalmatien, i den södra delen av landet, 260 km söder om huvudstaden Zagreb. Stobreč ligger 18 meter över havet och antalet invånare är 5 866.
Terrängen runt Stobreč är varierad. Havet är nära Stobreč åt sydväst.  Närmaste större samhälle är Split, 6,7 km väster om Stobreč. 